# Актай (Цівільський район)
Акта́й (рос. Актай, чув. Актай) — присілок у складі Цівільського району Чувашії, Росія. Входить до складу Богатирьовського сільського поселення.
Населення — 63 особи (2010; 45 у 2002).
Національний склад:
- чуваші — 100 %